# Broederpoort
De Broederpoort is een van de drie Kamper stadspoorten die overgebleven is. De Broederpoort bevindt zich aan de parkzijde aan het einde van de Broederweg. Aan deze zijde was geen stenen stadsmuur maar een aarden wal ter verdediging van de stad.
De poort is in 1465 verplaatst naar de huidige locatie. De oorspronkelijke poort stond aan de Kampense stadsgracht de Burgel.

## Trouwlocatie
De Broederpoort is een van de door de gemeente Kampen aangewezen trouwlocaties.